# Idaea figuraria
Idaea figuraria is een vlinder uit de familie spanners (Geometridae). De wetenschappelijke naam is voor het eerst geldig gepubliceerd in 1907 door Bang-Haas.
De soort komt voor in Europa.